# Damolândia
Damolândia là một đô thị thuộc bang Goiás, Brasil. Đô thị này có diện tích 84,632 km², dân số năm 2007 là 2558 người, mật độ 30,2 người/km².